# Giants de San Francisco
Les Giants de San Francisco (San Francisco Giants en anglais) sont une franchise de la Ligue majeure de baseball située à San Francisco, Californie. Ils évoluent dans la division Ouest de la Ligue nationale. La franchise fut créée à New York et y resta jusqu'à son déménagement vers San Francisco en 1958. Les Giants de San Francisco ont remporté les séries mondiales en 2010, 2012 et 2014.
En tant que l'une des plus anciennes équipes de baseball, ils ont remporté plus de matchs que toute autre équipe dans l'histoire du baseball américain, et que toute équipe de sport professionnel en Amérique du Nord. Ils détiennent le record de titre de champion de la Ligue nationale avec 23 championnats. Ils ont également remporté les séries mondiales à huit reprises, ce qui les classe au 2e rang de la Ligue nationale, à égalité avec les Dodgers de Los Angeles et derrière les Cardinals de Saint-Louis. Dans leur histoire, les Giants sont la franchise qui compte le plus de joueurs au Temple de la renommée du baseball.
Les Giants ont évolué au Polo Grounds de Manhattan à New York, jusqu'à la fin de la saison 1957. En tant que Giants de New York, ils ont remporté 17 titres de la Ligue nationale et 5 Séries mondiales, avec des stars telles que Christy Mathewson ou Willie Mays. En 1958, ils déménagent à l'ouest de la Californie et deviennent Giants de San Francisco. Les Giants ont remporté 8 championnats de Ligue nationale depuis leur arrivée à San Francisco.

## Histoire

### Giants de New York depuis 1883
Créée en 1883, sous le nom de  Gothams de New York, la franchise opte pour le nom de Giants New York en 1885. Le manager Jim Mutrie recrute les vedettes Buck Ewing, Tim Keefe et Roger Connor, et les Giants s'imposent dès la fin de la décennie comme la meilleure formation de la Ligue nationale. Les titres gagnés en 1888 et 1889 ouvrent les portes des World's Championship Series opposant le champion de l'American Association à celui de la Ligue nationale. Deux nouveaux trophées pour les Giants avec des victoires face aux Browns de St-Louis et aux Bridegrooms de Brooklyn. Dès 1890, les principaux joueurs de l'équipe partent jouer pour la Players League. La franchise est alors vendue en 1891 et le manager Jim Mutrie est remercié.
Les Giants gagnent ensuite quinze championnats de la Ligue nationale entre 1904 et 1954 et remportent cinq fois les World Series entre 1905 et 1954.
Les Giants évoluent principalement au Polo Grounds, dans ses quatre versions, de 1883 à 1957, mais disputent quelques rencontres à l'Oakland Park (New Jersey) et au St. George Grounds (New York) durant la saison 1889 puis au Hilltop Park (New York) en 1911.
Les Giants de New York constituent avec les Yankees et les Dodgers le trio majeur du baseball new-yorkais. Cette période prend fin en 1958 avec le déménagement des Giants à San Francisco et celui des Dodgers à Los Angeles. La rivalité historique entre les deux franchises va ainsi perdurer sur la côte Ouest.

### Giants de San Francisco depuis 1958
À San Francisco, les Giants évoluèrent au Candlestick Park (1960-1999) avant de s'installer en 2000 à l'AT&T Park (ex-Pacific Bell Park, rebaptisé SBC Park en 2004, puis AT&T Park en 2006). Les San-Franciscains continuent cependant généralement à appeler le stade par son surnom des débuts, PacBell Park.
Depuis leur transfert en Californie, les Giants ont remporté six titres de la Ligue nationale en 1962, 1989, 2002, 2010, 2012 et 2014. Ils remportent la Série mondiale 2010 en battant les Rangers du Texas, ce qui constitue leur premier titre des Ligues majeures depuis leur déménagement en Californie. Deux ans plus tard, ils gagnent un second titre en trois ans en s'imposant face aux Tigers de Détroit lors de la Série mondiale 2012. La Série mondiale 2014 est également remporté par les Giants, au terme d'une série en sept parties face aux Royals de Kansas City ce qui constitue un troisième titre en cinq ans et ce qui équivaut à une dynastie des temps modernes.

## Effectif actuel
|  |  |  |  |  |

- Ryder Jones,  joueur de troisième but.
- Dan Slania, lanceur droitier.

## Trophées et honneurs individuels

### Giants auTemple de la renommée du baseball

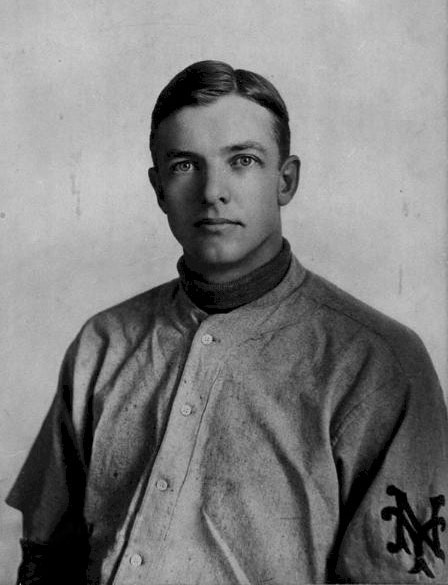
Christy Mathewson

Joueurs élus principalement pour leurs performances sous le maillot des Giants.
- Giants de New York
  - Roger Bresnahan, receveur (1902-1908)
  - Roger Connor, 1re base (1883-1889, 1891, 1893-1894)
  - George Davis (en), arrêt-court (1893-1901, 1903)
  - Buck Ewing, receveur (1883-1889, 1891-1892)
  - Carl Hubbell, lanceur (1928-1943)
  - Travis Jackson, arrêt-court (1922-1936)
  - Tim Keefe, lanceur (1885-1889, 1891)
  - George Kelly, 1re base (1915-1917, 1919-1926)
  - Frederick Lindstrom, 3e base (1924-1932)
  - Christy Mathewson, lanceur (1900-1916)
  - Joe McGinnity, lanceur (1902-1908)
  - John McGraw, manager (1902-1932)
  - Jim O'Rourke, champ gauche (1885-1889, 1891-1892, 1904)
  - Mel Ott, champ droit (1926-1947)
  - Amos Rusie, lanceur (1890-1895, 1897-1898)
  - Bill Terry, 1re base (1923-1936)
  - Monte Ward, arrêt-court (1883-1889, 1893-1894)
  - Mickey Welch, lanceur (1883-1892)
  - Ross Young, champ droit (1917-1926)

- Giants de San Francisco
  - Juan Marichal, lanceur (1960-1973)
  - Willie Mays, champ centre (1958-1972)
  - Willie McCovey 1re base (1959-1973, 1977-1980)
  - Gaylord Perry, lanceur (1962-1971)

### Numéros retirés
- 3 Bill Terry
- 4 Mel Ott
- 11 Carl Hubbell
- 20 Monte Irvin
- 24 Willie Mays
- 25 Barry Bonds le 11 août 2018 (Joueur ayant le plus de coups de circuit dans l'histoire du baseball : 762)
- 27 Juan Marichal
- 30 Orlando Cepeda
- 44 Willie McCovey
- 42 Jackie Robinson (retiré par la MLB)

En 1944, Carl Hubbell fut le premier joueur de la MLB à avoir son numéro retiré par son équipe.
John McGraw et Christy Mathewson sont également honorés à la manière de ceux dont le numéro est retiré. Toutefois, il n'y avait pas de numéro attribué à l'époque de McGraw et Mathewson.

### Autres trophées et honneurs
| - Meilleur joueur des Ligues majeures (depuis 1911) : - Larry Doyle (1912) - Carl Hubbell (1933 et 1936) - Willie Mays (1954 et 1965) - Willie McCovey (1969) - Kevin Mitchell (1989) - Barry Bonds (1993, 2001, 2002, 2003 et 2004) - Jeff Kent (2000) - Buster Posey (2012) - Trophée Cy Young (depuis 1956) : - Mike McCormick (1967) - Tim Lincecum (2008-2009) - Manager de l'année (depuis 1983) : - Dusty Baker (1993, 1997 et 2000) |  | - Prix Hank Aaron (depuis 1999) : - Barry Bonds (2001, 2002 et 2004) - Buster Posey (2012) - Prix Roberto Clemente (depuis 1971) : - Willie Mays (1971) - Recrue de l'année (depuis 1947) : - Willie Mays (1951) - Orlando Cepeda (1958) - Willie McCovey (1959) - Gary Matthews (1973) - John Montefusco (1975) |

## Rivalités
Les Giants entretiennent des rivalités avec trois formations : les Dodgers de Los Angeles, les Yankees de New York et les Athletics d'Oakland.
Oakland est un rival local et la rivalité entre les deux franchises reste amicale. Les rencontres entre les Giants et les Athletics sont surnommées The Battle of the Bay ou Bay Bridge Series.
Les rivalités avec les Yankees et les Dodgers remontent aux années newyorkaises des Giants. C'est toutefois l'opposition Giants-Dodgers qui domine. Elle est considérée comme la plus ancienne rivalité en Ligue majeure. Depuis le 18 octobre 1889, Giants et Dodgers s'affrontent régulièrement ; il s'agissait d'un match exhibition pour les World's Championship Series. Les Giants enlèvent cette série par six victoires à trois. Après la saison 2010, 2337 matches officiels ont opposé Giants et Dodgers depuis le 3 mai 1890. Le déménagement vers la Californie des deux franchises a permis à cette rivalité de perdurer dans un contexte de relative proximité géographique. Les Dodgers et le Giants s'affrontent en séries pour la première fois en 2021 et les Dodgers remportent la série 3-2 face aux Giants et ce en Série de division.
|         | Années 1890 | Années 1900 | Années 1910 | Années 1920 | Années 1930 | Années 1940 | Années 1950 | Années 1960 | Années 1970 | Années 1980 | Années 1990 | Années 2000 | Années 2010 | Années 2020 | Totaux | Matches nuls |
| Giants  | 72          | 128         | 125         | 113         | 120         | 82          | 106         | 108         | 72          | 79          | 70          | 86          | 95          | 30          | 1284   | 17           |
| Dodgers | 65          | 80          | 88          | 106         | 98          | 137         | 117         | 83          | 108         | 95          | 70          | 94          | 92          | 49          | 1279   | 17           |

En date du 30 septembre 2024

## Palmarès
- Série mondiale (8) : 1905, 1921, 1922, 1933, 1954, 2010, 2012, 2014
- Champion de la Ligue nationale (23) : 1888, 1889, 1904, 1905, 1911, 1912, 1913, 1917, 1921, 1922, 1923, 1924, 1933, 1936, 1937, 1951, 1954, 1962, 1989, 2002, 2010, 2012, 2014
- Titre de division (9) : 1971, 1987, 1989, 1997, 2000, 2003, 2010, 2012, 2021,
- Meilleurs deuxièmes (3) : 2002, 2014, 2016

## Les Giants dans la culture populaire
- Parmi les nombreux fans célèbres de la franchise, citons Charles Schulz, Robin Williams, Danny Glover, James Hetfield (Metallica) et Steve Perry.

- Le film Le Fan (ou Le Fanatique au Québec) (The Fan) est un thriller américain réalisé par Tony Scott en 1996 et sorti en France le 9 juillet 1997.

## Affiliations enligues mineures
| Niveau | Franchise                    | Ligue                         | Ville      | État                   | Affilié depuis |
| ------ | ---------------------------- | ----------------------------- | ---------- | ---------------------- | -------------- |
| AAA    | River Cats de Sacramento     | Ligue de la côte du Pacifique | Sacramento | Californie             | 2015           |
| AA     | Flying Squirrels de Richmond | Eastern League                | Richmond   | Virginie               | 2003           |
| A+     | Emeralds d'Eugene            | Northwest League              | Eugene     | Oregon                 | 2021           |
| A-     | Giants de San Jose           | California League             | San Jose   | Californie             | 1988           |
| Rookie | ACL Giants Black             | Arizona Complex League        | Peoria     | Arizona                | 1991           |
| Rookie | ACL Giants Orange            | Dominican Summer League       | Peoria     | Arizona                | 2018           |
| Rookie | DSL Giants Black             | Dominican Summer League       | Boca Chica | République dominicaine | 1990           |
| Rookie | DSL Giants Orange            | Dominican Summer League       | Boca Chica | République dominicaine | 2020           |